# Математичне прогнозування
Математичне прогнозування — це розділ прикладної математики, що застосовує математичні методи щодо соціальних, політичних, економічних і природних явищ. Найкраще себе проявляє при прогнозуванні погоди.

## Методи математичного прогнозування
Існують такі методи підходу до прогнозування:
- кількісний — базується на математичних моделях й історичних даних.
- статистичний
- моделювання.